# St. Petersburg Ladies Trophy 2020
St. Petersburg Ladies Trophy 2020 byl tenisový turnaj ženského profesionálního okruhu WTA Tour, hraný v aréně Sibur na dvorcích s tvrdým povrchem Rebound Ace. Konal se mezi 10. až 16. únorem 2020 v ruském Petrohradu jako jedenáctý ročník turnaje.
Rozpočet činil 848 000 dolarů. V rámci WTA Tour se řadil do kategorie WTA Premier Tournaments. Nejvýše nasazenou hráčkou ve dvouhře se stala švýcarská světová pětka Belinda Bencicová, jíž ve čtvrtfinále vyřadila Maria Sakkariová. Jako poslední přímá účastnice do dvouhry nastoupila 58. hráčka žebříčku Češka Kateřina Siniaková.
Jubilejní desátý singlový titul na okruhu WTA Tour vybojovala obhájkyně trofeje a nizozemská světová osmička Kiki Bertensová. Ve čtyřhře triumfoval japonský pár Šúko Aojamová a Ena Šibaharaová, jehož členky získaly třetí společnou trofej.

## Distribuce bodů a finančních odměn

### Distribuce bodů
| Soutěž  | vítězky | finalistky | semifinalistky | čtvrtfinalistky | 16 v kole | 32 v kole | Q  | Q2 | Q1 |
| ------- | ------- | ---------- | -------------- | --------------- | --------- | --------- | -- | -- | -- |
| dvouhra | 470     | 305        | 185            | 100             | 55        | 1         | 25 | 13 | 1  |
| čtyřhra | 470     | 305        | 185            | 100             | 1         | —         | —  | —  | —  |

### Finanční odměny
| Soutěž                                | vítězky   | finalistky | semifinalistky | čtvrtfinalistky | 16 v kole | 32 v kole | Q2      | Q1      |
| ------------------------------------- | --------- | ---------- | -------------- | --------------- | --------- | --------- | ------- | ------- |
| dvouhra                               | 146 500 $ | 78 160 $   | 41 680 $       | 22 410 $        | 12 000 $  | 7 610 $   | 3 720 $ | 1 850 $ |
| čtyřhra                               | 46 000 $  | 24 200 $   | 13 200 $       | 6 800 $         | 3 700 $   | —         | —       | —       |
| částky ve čtyřhře jsou uvedeny na pár |           |            |                |                 |           |           |         |         |

## Ženská dvouhra

### Nasazení
| Stát                          | Hráčka              | WTA | Nasazení |
| ----------------------------- | ------------------- | --- | -------- |
| Švýcarsko                     | Belinda Bencicová   | 5.  | 1.       |
| Nizozemsko                    | Kiki Bertensová     | 8.  | 2.       |
| Česko                         | Petra Kvitová       | 11. | 3.       |
| Spojené království            | Johanna Kontaová    | 14. | 4.       |
| Česko                         | Markéta Vondroušová | 17. | 5.       |
| Řecko                         | Maria Sakkariová    | 21. | 6.       |
| Chorvatsko                    | Donna Vekićová      | 23. | 7.       |
| Kazachstán                    | Jelena Rybakinová   | 25. | 8.       |
| Žebříček WTA ke 3. února 2020 |                     |     |          |

### Jiné formy účasti
Následující hráčky obdržely divokou kartu do hlavní soutěže:
- Belinda Bencicová
- Darja Kasatkinová
- Johanna Kontaová
- Světlana Kuzněcovová

Následující hráčky postoupily z kvalifikace:
- Kristie Ahnová
- Alizé Cornetová
- Vitalija Ďjačenková
- Océane Dodinová
- Anastasija Potapovová
- Ljudmila Samsonovová

Následující hráčka postoupila z kvalifikace jako tzv. šťastná poražená:
- Fiona Ferrová

### Odhlášení
před zahájením turnaje
- Danielle Collinsová → nahradila ji  Kateřina Siniaková
- Anett Kontaveitová → nahradila ji  Viktória Kužmová
- Rebecca Petersonová → nahradila ji  Jennifer Bradyová
- Anastasija Sevastovová → nahradila ji  Fiona Ferrová

v průběhu turnaje
- Petra Kvitová (nemoc)

## Ženská čtyřhra

### Nasazení
| Stát                                                                     | Hráčka               | Stát     | Hráčka            | WTA  | Nasazení |
| ------------------------------------------------------------------------ | -------------------- | -------- | ----------------- | ---- | -------- |
| Japonsko                                                                 | Šúko Aojamová        | Japonsko | Ena Šibaharaová   | 53.  | 1.       |
| Ukrajina                                                                 | Ljudmyla Kičenoková  | Ukrajina | Nadija Kičenoková | 68.  | 2.       |
| USA                                                                      | Kaitlyn Christianová | Chile    | Alexa Guarachiová | 108. | 3.       |
| USA                                                                      | Hayley Carterová     | Kanada   | Sharon Fichmanová | 121. | 4.       |
| Žebříček WTA k 3. únoru 2020; číslo je součtem umístění obou členek páru |                      |          |                   |      |          |

### Jiné formy účasti
Následující pár obdržel divokou kartu do hlavní soutěže:
- Darja Mišinová /  Jekatěrina Šalimovová

## Přehled finále

### Ženská dvouhra
- Kiki Bertensová vs.  Jelena Rybakinová, 6–1, 6–3

### Ženská čtyřhra
- Šúko Aojamová /  Ena Šibaharaová vs.  Kaitlyn Christianová /  Alexa Guarachiová, 4–6, 6–0, [10–3]